# 4 Tauri
4 Tauri, eller s Tauri, är en vit stjärna i huvudserien i stjärnbilden  Oxen. 
Stjärnan har visuell magnitud +5,12 och är således knappt synlig för blotta ögat.